# Sulisław (Grodków)

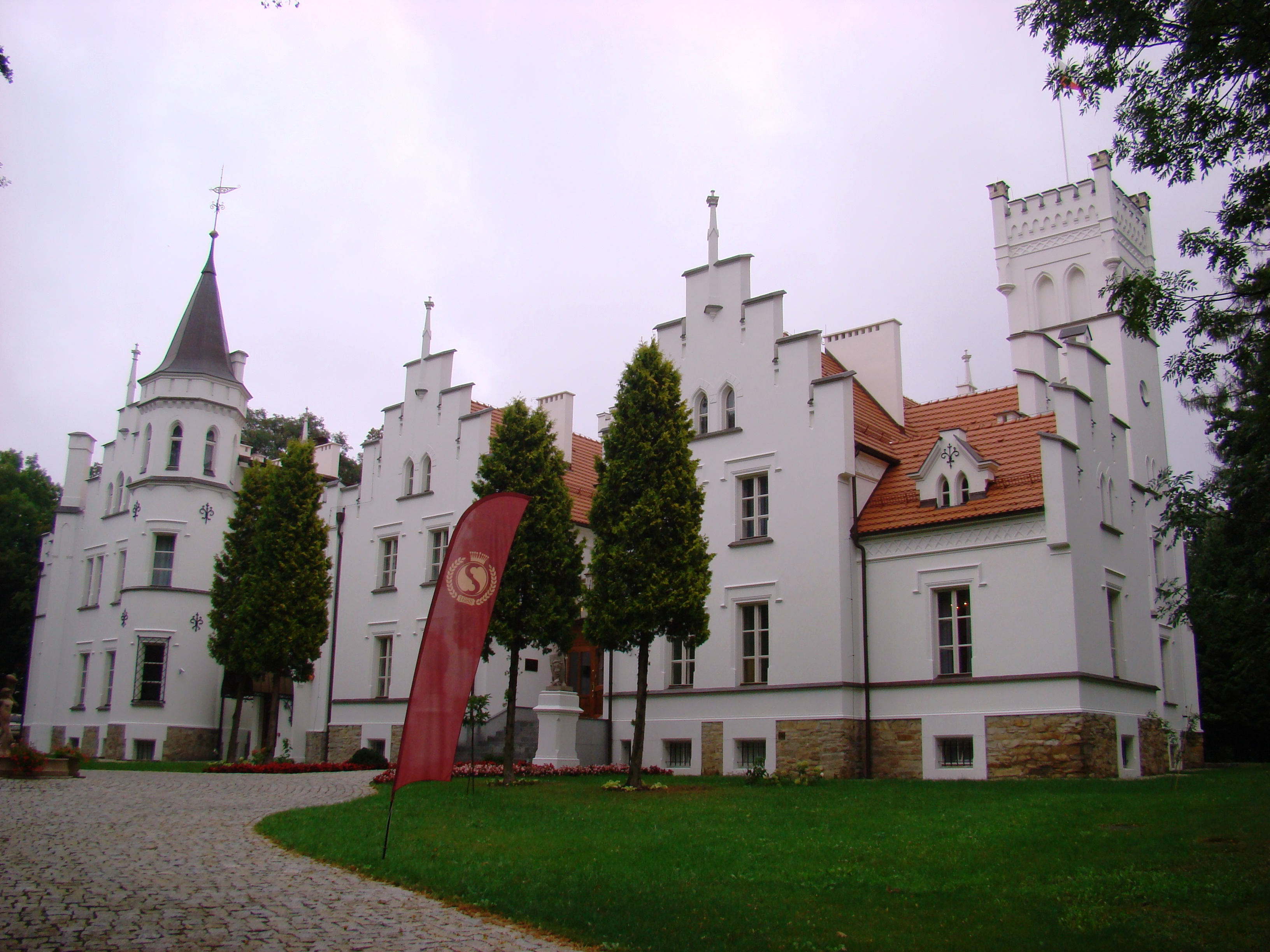
Schloss Zülzhof

Sulisław [suˈliswaf] (deutsch Zülzhof, auch Zülzhoff, bis 1932 Gutsbezirk Zülzhof) ist ein Dorf in der Stadt-und-Land-Gemeinde Grodków (Grottkau) in der Woiwodschaft Opole in Polen.

## Geographie

### Geographische Lage
Das Dorf Sulisław liegt im Westen der historischen Region Oberschlesien im Grottkauer Land. Sulisław liegt sechs Kilometer südwestlich von Grodków, etwa 30 Kilometer südwestlich der Kreisstadt Brzeg (Brieg) und etwa vierzig Kilometer westlich der Woiwodschaftshauptstadt Oppeln.
Sulisław liegt in der Nizina Śląska (Schlesische Tiefebene) innerhalb der Równina Grodkowska (Grottkauer Ebene).

### Nachbarorte
Nachbarorte von Sulisław sind im Nordosten Lubcz (Leuppusch), im Nordosten Tarnów (Tharnau), im Osten Żelazna (Märzdorf), im Süden Wójtowice (Voigtsdorf), im Südwesten Mikołajowa (Niklasdorf) und im Westen Gałązczyce (Giersdorf).

## Geschichte
Das spätere Zülshof wurde 1373 als „Swliczow“ bezeichnet. Es gehörte zum bischöflichen Fürstentum Neisse, das seit 1342 ein Lehen der Krone Böhmen war. Für das Jahr 1375 ist die Schreibweise „Schuluchow“ und 1375 „Czulschow“ überliefert. Nachdem es im Dreißigjährigen Krieg untergegangen war, wurde ein Vorwerk errichtet, um das ein Gutsbezirk entstand.
Nach dem Ersten Schlesischen Krieg 1742 fiel der Gutsbezirk Zülzhof mit dem größten Teil des Fürstentums Neisse an Preußen. 1810 wurde das Fürstentum Neisse säkularisiert. Ab 1816 gehörte der Gutsbezirk Zülzhof zum Landkreis Grottkau im Regierungsbezirk Oppeln. Ab 1874 war der Gutsbezirk Zülzhof dem Amtsbezirk Giersdorf eingegliedert, der aus den Landgemeinden Hohen- und Nieder-Giersdorf sowie den Gutsbezirken Hohen- und Nieder-Giersdorf und Zülzhof bestand. Zum 1. März 1932 wurde der Gutsbezirk Zülzhof mit der Landgemeinde Giersdorf zusammengeschlossen.
Als Folge des Zweiten Weltkriegs fiel Zülzhof 1945 wie der größte Teil Schlesiens unter polnische Verwaltung. Nachfolgend wurde es in Sulisław umbenannt und der Woiwodschaft Schlesien angeschlossen. Die deutsche Bevölkerung wurde weitgehend vertrieben. Seit 1950 gehört es zur Woiwodschaft Oppeln. 1999 wurde es dem damals neu gegründeten Powiat Brzeski (Kreis Brieg) eingegliedert.

## Sehenswürdigkeiten
- Das Schloss Zülshof wurde in der zweiten Hälfte des 19. Jahrhunderts im Stil der Neugotik errichtet. Es ist von einem ummauerten Park mit einem Einfahrtstor umgeben. Der im Westen gelegene Gutshof entstand zeitgleich mit dem Schloss. 1977 wurde das Schloss unter Denkmalschutz gestellt, die angrenzende Parkanlage 1983.[4]